# Flash Video
Flash Video — формат файлов, медиаконтейнер, используемый для передачи видео через Интернет. Использовался такими сервисами видеохостинга, как YouTube, Google Video, Вконтакте, RuTube и другими. Хотя описание формата контейнера было открыто, кодеки защищены патентами и остаются собственническими.

## Видеоформат
Изначально FLV-файл — это битовый поток, который является вариантом видеостандарта H.263 под названием Sorenson Spark. Был введен в Flash с версии 6.
Flash Player 8 и более новые редакции поддерживают потоковое видео On2 TrueMotion VP6. On2 VP6 обеспечивает более качественное изображение, особенно при использовании низкого битрейта. С другой стороны, этот формат более сложен, что может создать трудности при просмотре на устаревших машинах.
Опциональный альфа-канал, представляющий собой попиксельную прозрачность, поддерживается с помощью дополнительного видеопотока, который кодирует только альфа-канал. Реализация предполагает, что YUV-данные основного On2 VP6 видеопотока всегда конвертируются клиентом в RGB. Эта возможность доступна только для видео On2 VP6.
Начиная с Flash Player 9 Update 3 поддерживается новый формат мультимедиа-файла ISO Base MPEG-4 Part 12, с новым видеокодеком — H.264. Этот стандарт видеосжатия при том же низком битрейте выдаёт значительно более детализированное и «ясное» изображение, особенно в динамических сценах. Недостатками являются, опять-таки, повышение требований к вычислительным ресурсам и платные патенты.
F4V-файлы предоставляют лучшее качество изображения по сравнению с FLV, однако требуют более новой версии Flash (9.0.115 и выше) и наличия более быстрого процессора. Помимо этого, F4V-файлы не поддерживают альфа-каналы. Формат-контейнер, при создании которого использовали формат ISO Media File Format, изначально в своей работе использовал формат Quick Time Container Format от компании Apple. В отличие от старого формата FLV, формат F4V полностью совместим с форматами H.264 и AAC, что позволяет воспользоваться также и другими форматами-контейнерами..

## Аудиоформат
Звук в FLV, как правило, закодирован в MP3, однако иногда могут использоваться Nellymoser codec, несжатое аудио или ADPCM-аудиоформат. В версии Flash Player 9 Update 3, в соответствии с внедрением Adobe формата ISO Base (MPEG-4 Part 12), добавлена поддержка AAC-аудио (профили AAC-LC, Main Profile, и HE-AAC). В версии Flash Player 10 Beta добавлен открытый кодек SPEEX.

## Проигрыватели FLV
Формат FLV предназначен для потокового видео, однако существует возможность использовать его для локального хранения и воспроизведения видео. FLV используется в Adobe Flash Player, который распространяется в качестве плагина для различных браузеров и различных операционных систем. Также формат поддерживается многими мультимедиа проигрывателями, например mplayer или Light Alloy.
Популярные проигрыватели, поддерживающие FLV:
- Media Player Classic
- GOM Player
- Light Alloy
- MPlayer
- The KMPlayer
- VLC media player
- Winamp
- CuePlayer
- JetAudio
- WindowsPlayer

Так как FLV — это медиаконтейнер, а не формат, некоторые проигрыватели могут некорректно воспроизводить видео или звуковой поток при отсутствии кодеков, использованных при создании файла.

## Конвертеры из FLV
- MEncoder от MPlayer
- ffmpeg2theora — для преобразования в Theora
- Free Studio
- Freemake Video Converter
- FormatFactory
- HandBrake
- FLVExtract — для извлечения элементарных потоков из контейнера. Требует .NET Framework 2.0.
- MKVToolNix (начиная с версии 6.0.0) — для перепаковки в .MKV без перекодирования

## Формат файла

### Заголовок
FLV-файлы начинаются со стандартного заголовка, который показан ниже:
| Поле        | Тип данных    | По умолчанию | Детали                                                           |
| ----------- | ------------- | ------------ | ---------------------------------------------------------------- |
| Signature   | byte[3]       | «FLV»        | Всегда «FLV», признак формата                                    |
| Version     | uint8         | 1            | Только 0x01 если действительно                                   |
| Flags       | uint8 bitmask | 0x05         | Битовая маска: 0x04 — аудио, 0x01 — видео (0x05 — аудио+видео)   |
| Header Size | uint32_be     | 9            | Используется для пропуска новых расширенных заголовков в будущем |

### Пакеты
После заголовка файл делится на пакеты под названием «теги FLV», которые имеют 15-байтные заголовки. Первые четыре байта обозначают размер предыдущего пакета/тега (включая заголовок) и помогают при поиске назад.
| Поле                    | Тип данных | По умолчанию | Детали                                                      |
| ----------------------- | ---------- | ------------ | ----------------------------------------------------------- |
| Size of previous packet | uint32_be  | 0            | Для первого пакета установлено в NULL                       |
| Packet Type             | uint8      | 18           | Для первого пакета установлено в метаданные AMF             |
| Payload Size            | uint24_be  | Варьируется  | Размер только пакета данных                                 |
| Timestamp Lower         | uint24_be  | 0            | Для первого пакета установлено в NULL                       |
| Timestamp Upper         | uint8      | 0            | Расширение для получения значения uint32_be                 |
| Stream ID               | uint24_be  | 0            | Для первого потока одного и того же типа установлено в NULL |
| Payload Data            | freeform   | Варьируются  | Данные, которые определены в Packet Type                    |

…